# HPD ARX-04
Chronologie des modèles (2015 -)
HPD ARX-03 Acura ARX-05
La HPD ARX 04 est une voiture de course conçue en vue d'une participation, dès 2015, aux manches d'endurance américaines en United SportsCar Championship et mondiales en Championnat du monde d'endurance FIA.

## Historique
La HPD ARX 04 conçue par Honda Performance Development, est une voiture de course destinée à participer, dès 2015, aux manches d'endurance américaines en United SportsCar Championship et mondiales en Championnat du monde d'endurance FIA. Initialement prévue pour être adaptable aux réglementations Automobile Club de l'Ouest en catégorie LMP1 pour la 04a et LMP2 pour la 04b, seule la seconde est développée, faute de clients pour la version a. Comme ses devancières, le prototype est conçu en collaboration avec Wirth Research pour la partie châssis et aérodynamique, HPD s'occupant de la partie moteur. Comme toutes les LMP2 depuis 2011, la ARX-04b doit se soumettre au Cost Cap de l'ACO imposant un prix maximal de vente d'environ 400 000 euros pour le châssis et 70 000 euros pour le moteur.
En 2015, seule l'équipe ESM Tequila Patron investit dans l'achat de deux ARX 04b pour participer au United SportsCar Championship et au championnat du monde d'endurance FIA pour remplacer ses vieillissantes HPD ARX-03 dépassées en performance par la nouvelle Ligier JS P2 apparue en 2014. Le développement de la voiture prend rapidement du retard et, lorsque arrivent les 24 Heures de Daytona, les nouvelles HPD sont incapables de suivre le rythme de course.
Officiellement, la voiture manque de développement ; peu après la course, ESM Tequila Patron effectue une séance d'essais comparative entre les 04b et ses anciennes 03b et décide alors de poursuivre la saison avec les 03b tout en passant commande de deux Ligier JS P2 pour prendre le relais dès la manche de Spa Francorchamps en WEC. 
HPD dévoile ensuite que les plus gros soucis de la 04b sont son poids et son manque d'appui aérodynamique. Des essais doivent permettre de la faire évoluer pour l'engager en 2016. Dotée d'un nouveau moteur, elle se présente à la course de côte de Pikes Peak en catégorie Unlimited ; une casse moteur durant les essais l’empêche de prendre le départ.
À la suite de la décision de l'Automobile Club de l'Ouest de n'autoriser que quatre constructeurs pour la nouvelle génération de LMP2 en vigueur en 2017 et à la non sélection de HPD, les HPD ARX-04 voient leur avenir en course disparaitre.